# Morchella herediana
Espèce
Morchella herediana est une espèce de champignons comestibles d'Amérique centrale de la famille des Morchellaceae (ordre des Pezizales).

## Distribution
Cette espèce est endémique de la province de Heredia au Costa Rica. Elle se rencontre aux alentours de 1 700 m d'altitude en présence du cyprès Cupressus benthami.

## Description du sporophore
- Chapeau de 4,5 à 12 cm de haut, allongé, beige, à alvéoles irrégulières.
- Pied de 4 à 7 cm.

## Comestibilité
Excellent comestible

## Systématique
Le nom correct complet (avec auteur) de ce taxon est Morchella herediana Gomez, 1971.

## Publication originale
- (es) L.D. Gómez, « Un nuevo Discomycete operculado de America Central: Morchella herediana, nov. sp. », Darwiniana, Argentine, vol. 16,‎ 1971, p. 417-426 (ISSN 0011-6793).